# Paolo Funaioli
Paolo Funaioli (Pomarance, 22 giugno 1848 – Pisa, 16 giugno 1911) è stato uno psichiatra italiano.

## Biografia
Figlio di Giuliano Vittore Gaetano Maria Funaioli e Giuseppa Giannerini, si laureò in medicina e chirurgia presso l'Istituto di studi superiori di Firenze nel 1872; dal 1883 fu professore di psichiatria della Regia Università di Siena e dal 1888 al 1907 direttore del manicomio S. Niccolò di Siena.
Si occupò dei problemi dell'assistenza psichiatrica e dell'accoglienza negli istituti di cura per gli alienati. Sotto la sua direzione si ebbe il rapido e notevole sviluppo edilizio del manicomio S. Niccolò a Siena.
Venne insignito del titolo di Cavaliere dell'Ordine della Corona d'Italia.
Fu padre di Giovanni Battista Funaioli.

## Pubblicazioni
- Sulla paralisi progressiva. Studio statistico-clinico, Siena 1898
- Sulle cause e sulla profilassi della pazzia: studio statistico-clinico, Siena 1900
- Una visita ai manicomi della Svizzera e della Francia, Siena 1877
- Resoconto statistico-clinico del manicomio di Siena dall'anno 1864 al 1885, Siena 1886
- Cenni storici sul manicomio di S. Niccolò, Siena 1891 e 1906
- Sul sistema di governo dei detenuti indisciplinati ed agitati negli stabilimenti carcerari, Roma 1908